# Vlastní životopis Alice B. Toklasové
Vlastní životopis Alice B. Toklasové (The Autobiography of Alice B. Toklas) je kniha Gertrudy Steinové, kterou napsala během října a listopadu 1932 a která byla vydána v roce 1933 v nakladatelství Harcourt, Brace and Company, San Diego, Kalifornie. Formou fiktivní autobiografie své sekretářky a partnerky Alice B. Toklasové popisuje život ve svém pařížském salonu v ulici Rue de Fleurs 27 v letech 1907-1932. Kniha je rozvržena do sedmi kapitol.

## Obsah

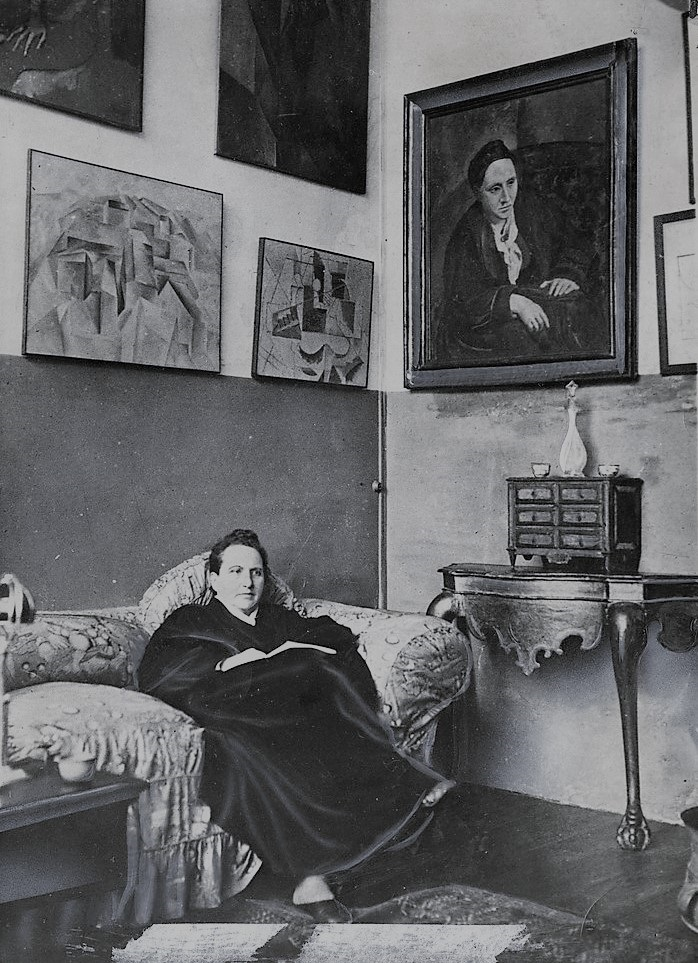
Gertrude Steinová ve svém pařížském ateliéru v ulici Rue de Fleurus 27. Vpravo nad ní její portrét od Pabla Picassa z roku 1906

### Než jsem přišla do Paříže
Alice B. Toklasová vypráví o svém mládí v San Franciscu. Tento život se změnil po zemětřesení v San Franciscu 1906. Po setkání se starším bratrem Gertrudy Steinové a jeho ženou, kteří přivezli do Spojených států první tři malé obrázky Henriho Matisse a vyprávěli jí o životě v Paříži, se v roce 1907 rozhodla tam přestěhovat.
| „                               | Mohu říci, že jenom třikrát ve svém životě jsem se setkala s géniem a pokaždé začal ve mně zvonit zvon, nikdy jsem se nezmýlila a mohu říci že pokaždé to bylo dříve než byli obecně uznáni za génie. | “ |
| — překlad: Jiřina Hauková, 1968 | |   |

### Příjezd do Paříže
Po příjezdu do Paříže navštívila Alice ateliér Gertrudy Steinové v 6. pařížském obvodu v ulici Rue de Fleurs 27, kde se setkala s Pablem Picassem a Henri Matissem. Významnou osobou v domě byla hospodyně Helena. Alice dále popisuje své první návštěvy výstav a ateliérů výtvarníků.
| „                               | Helena měla své vlastní názory, nesnášela například Matisse. Říkala, že Francouz nemá zůstat nečekaně na večeři, zvláště když se optá napřed služebné co bude. Říkala že cizinci mají na to plné právo ale ne Francouz a Matisse to jednou udělal. Takže když jí slečna Steinová řekla pan Matisse zůstane dnes na večeři, pokaždé odpověděla v tom případě neudělám omeletu ale usmažím vejce. Musí na to být stejný počet vajec a stejný kousek másla, ale projevuje to méně úcty, a to on pochopí. | “ |
| — překlad: Jiřina Hauková, 1968 | |   |

### Gertruda Steinová v Paříži 1903-1907

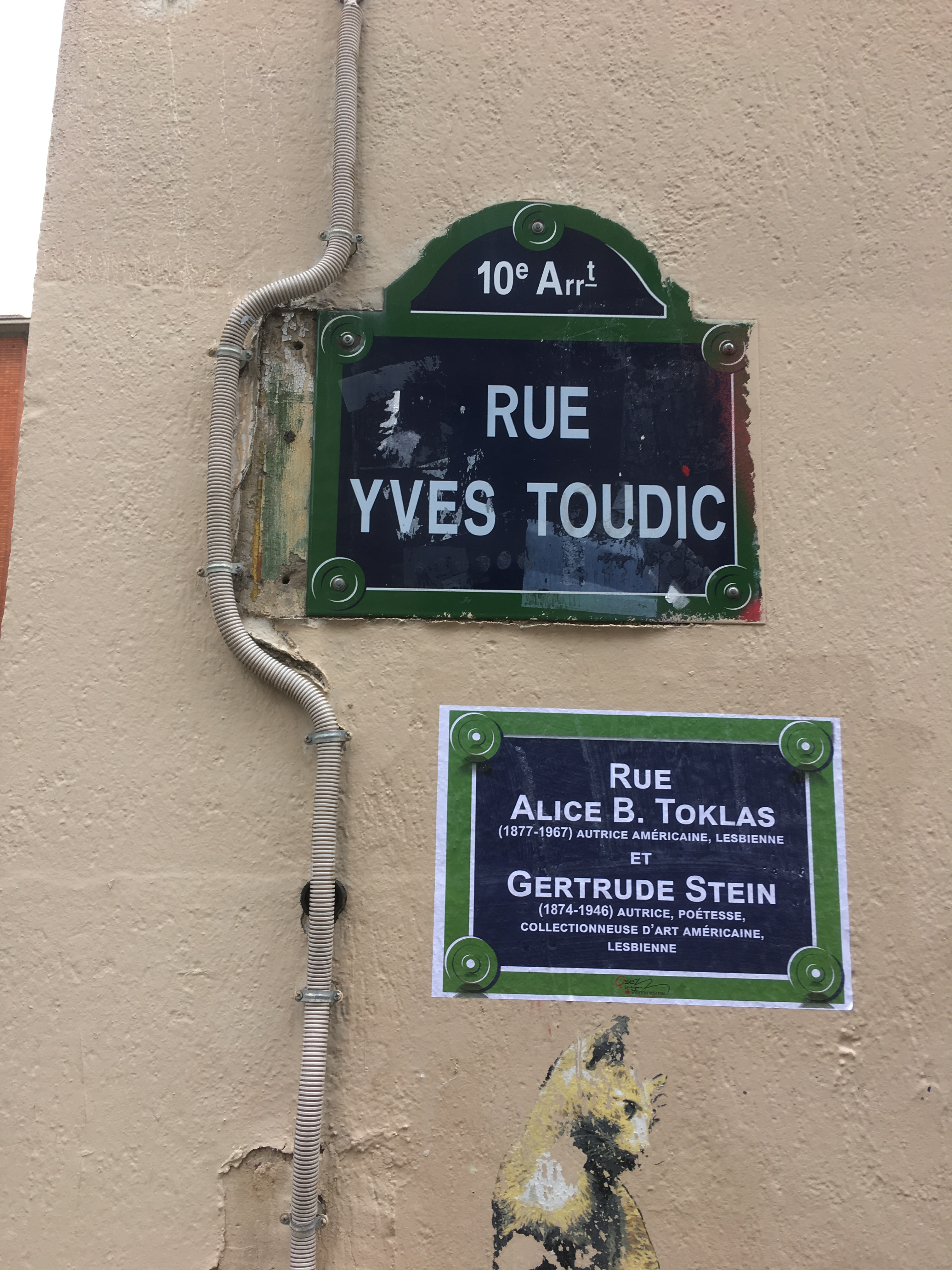
Pamětní deska v ulici Rue Yves-Toudic

V této kapitole je popisován příjezd Gertrudy Steinové do Paříže, její první nákupy obrazů a seznámení s výtvarníky. Jejím přítelem se stal Henri Matisse. Popisuje seznámení s Pablem Picassem a okolnosti vzniku Portrétu Gertrudy Steinové od tohoto autora v roce 1906. Dále jsou zde popisovány letní pobyty v Toskánsku.
| „                               | Vollard jednou řekl, když se ho někdo ptal na obraz jednoho malíře, to je Cézanne pro chudého sběratele. No a Valloton byl Manet pro lidi s málo penězi. Jeho velký akt měl všechnu tvrdost a klid Manetovy Olympie ale nic z její hodnoty, a jeho portréty měly Davidovu suchost ale nic z jeho elegance. | “ |
| — překlad: Jiřina Hauková, 1968 | |   |

### Gertruda Steinová než přišla do Paříže
Gertruda Steinová se narodila v Allegheny (dnes součást Pittsburghu) ve vážené středostavovské rodině. Když jí byly tři roky, odstěhovala se rodina do Vídně a později do Paříže. Po návratu do USA žili v San Franciscu. Po smrti rodičů přesídlila k příbuzným v Baltimore na východním pobřeží. Studovala na Radcliffe College v Cambridge, kde ji zaujal psycholog William James. Ten jí doporučil studovat lékařskou fakultu. První dva roky se úspěšně věnovala vědecké práci, studia ale nedokončila a vrátila se do Evropy.

### 1907-1914

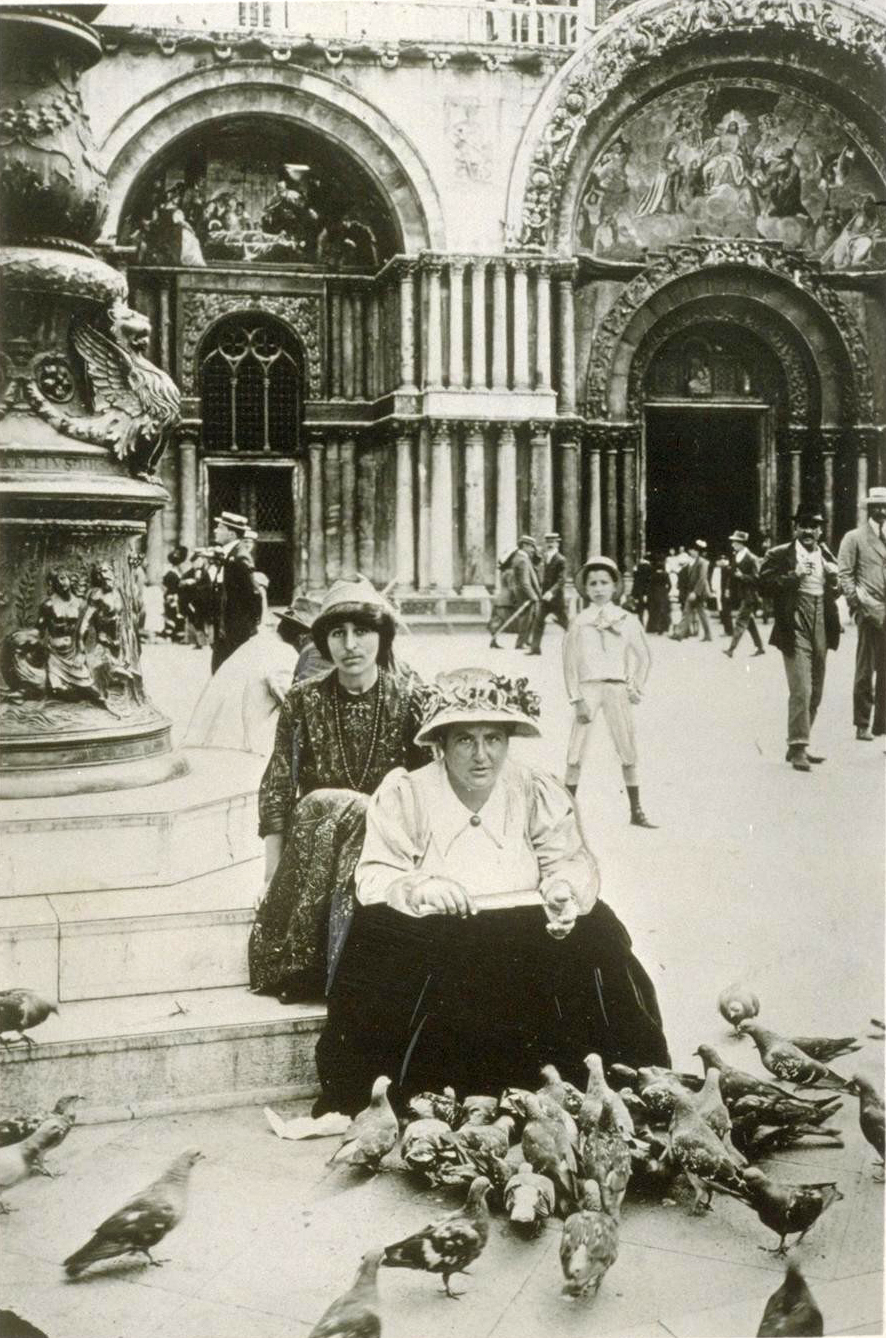
Gertrude Steinová a Alice Toklasová v Benátkách v roce 1908

V této kapitole je popisováno období vzniku kubismu, ale jaksi mimochodem. Jsou popisována setkání umělců, jejich společné výlety a dovolené. Mimo jiné je zde zachycena slavnostní večeře, kterou uspořádal Pablo Picasso ve svém ateliéru na počest Henriho Rouseaua v roce 1908. Další významnou událostí je příchod Henriho Kahnweilera do Paříže.
Popisovány jsou také okolnosti vzniku jednotlivých literárních děl Gertrudy Steinové (např. Jak se utvářeli Američané - The Making of Americans)
| „                               | Vždycky říkám že nemůžete říci jaký je opravdu obraz ... dokud na něm den co den neotíráte prach a stejně nemůžete říci jaká je která kniha dokud ji nepřepisujete na stroji... | “ |
| — překlad: Jiřina Hauková, 1968 | |   |

### Válka
Začátek první světové války zastihl Gertrudu Steinovou a Alici Toklasovou ve Velké Británii, kde Gertruda Steinová jednala o vydání svých knih. Po návratu do Francie se obě zapojily do aktivit Amerického fondu pro francouzské raněné (American Fund for French Wounded, AFFW) Za tuto činnost byly obě oceněny vyznamenáním... Po skončení války pokračoval tento fond v pomoci civilnímu obyvatelstvu Alsaska.
| „                               | Když uvažovala na začátku války o návratu do USA, řekl jí známý venkovský lékař: Každý vás tu zná; každý vás tu má rád; všichni vám všemi způsoby pomůžeme. Proč se vydávat nebezpečím mezi cizími lidmi? | “ |
| — překlad: Jiřina Hauková, 1968 | |   |

### Po válce 1919-1932
Atmosféra v Paříži po válce se změnila. Někteří umělci během války padli nebo zemřeli. Z některých začínajících umělců před válkou byli slavní a uznávaní autoři. Paříž ve dvacátých létech začali navštěvovat mladí britští a především američtí umělci. Většina z nich si přála navštívit Gertrudu Steinovou, s některými z nich se spřátelila (Ernest Hemingway, Sherwood Anderson, Carl van Vechten a řada dalších). Dále jsou v kapitole popisovány významné úspěchy: přednášky na univerzitách v Cambridge a v Oxfordu v roce 1926, první vydání jejího stěžejního díla Jak se utvářeli Američané (The Making of Americans) v roce 1925. 
| „                       | Má fanatických obdivovatelů jako hollywoodská filmová hvězda a tři generace mladých spisovatelů jí sedaly u nohou. Ovlivňovala je, aniž by je rozmazlovala. Ještě zaživa se stala legendou a je uctívána dokonce i ve své vlasti. | “ |
| — Carl van Vechten 1946 | |   |

Zmiňovaná umělecká díla
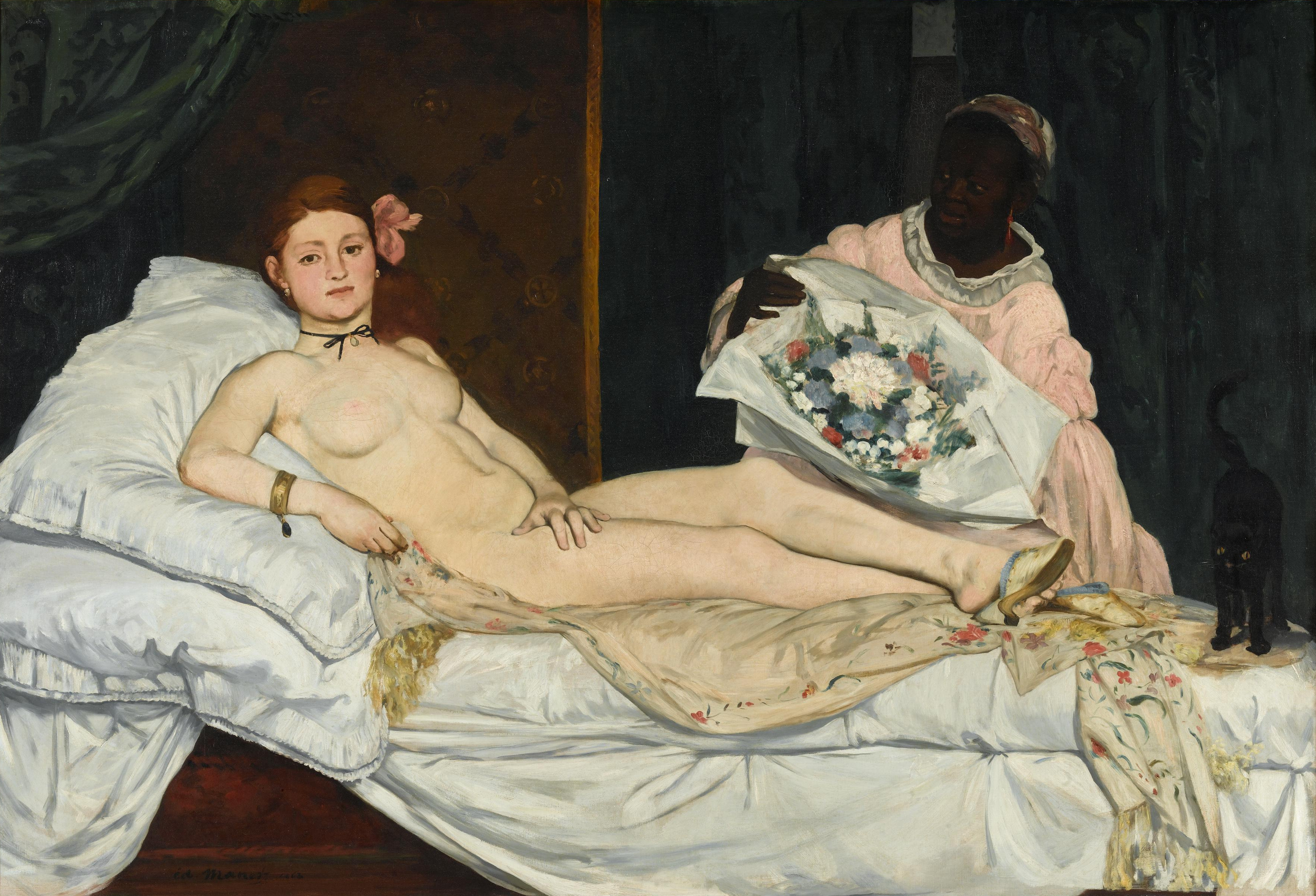
Edouard Manet: Olympia, 1863
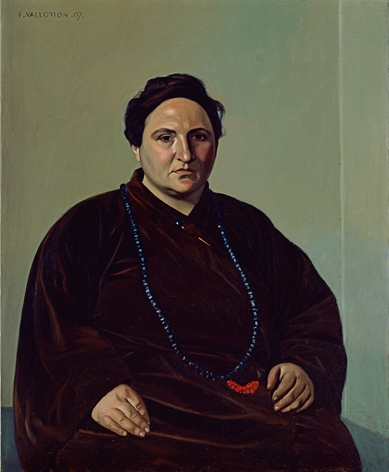
Gertrude Steinová na portrétu Félixe Vallottona z roku 1907
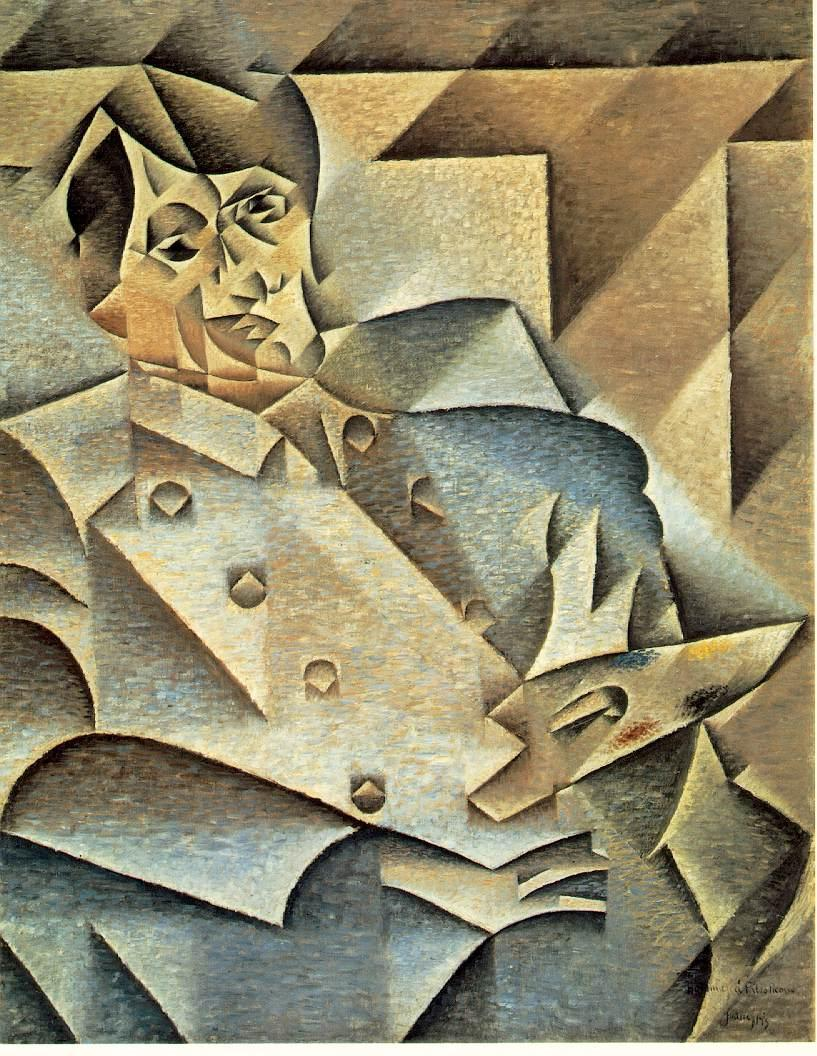
Portrét Pabla Picassa od Juana Grise z roku 1912.

## Osoby zmíněné v knize
- Gertrude Steinová 5
- Alice B. Toklasová 5
- Pablo Picasso 6 (Fernande Olivier, ...)
- Alfred Whitehead 6
- Henri Matisse 7
- Max Jacob 7
- Georges Braque 8
- Henri Rousseau 8
- Paul Cézanne 10
- Auguste Renoir 10
- Félix Vallotton 10
- Édouard Manet 10
- Henri de Toulouse-Lautrec 10
- Jacques-Louis David 11
- Maurice Denis 11
- Honoré Daumier 11
- Eugène Delacroix 11
- El Greco 11
- Alfy Maurer 11
- Albert C. Barnes 11
- Mildred Aldrich 13
- Georges Seurat 16
- Marie Laurencin 16
- Guillaume Apollinaire 16
- Béla Czóbel 17
- Juan Gris 19
- Georges Braque 19
- Edmond Sagot 23
- Germaine Pichotová 25
- Kees van Dongen 25
- Charles Loeser 26
- Clovis Sagot 26
- Henry McBride 27
- Camille Pissarro 27
- Nicolas Poussin 33
- Gabriel-Gervais Chardin 33
- Henri Manguin 33
- André Derain 33
- Aristide Maillol 36
- Raymond Duncan 38
- Isadora Duncan 38
- Emma Nevada 38
- Pablo Casals 38
- Omar Chajjám 38
- Kathleen Bruce 38
- Henri-Pierre Roché 38
- Andrew Green 40
- Marcel Brion 44
- Henry James
- Louis Bromfield
- Manuel Martínez Hugué, zvaný Manolo
- Evelyn Thaw
- Mary Pickfordová
- Alvin Langdon Coburn
- Ford Madox Ford
- Jane Heap
- Jean Anthelme Brillat-Savarin
- Virgil Thomson
- George Antheil
- Pavel Fedorovič Čeliščev (Pavel Tchelitchew)
- René Crevel
- Francis Cyril Rose
- Bernard Faÿ
- Álvaro Guevara
- Meraud Guevara
- Paul Frederick Bowles
- Aaron Copland
- Daniel Defoe
- Francis Cyril Rose 212
- Paul Frederic Bowles 212

Portréty osobností
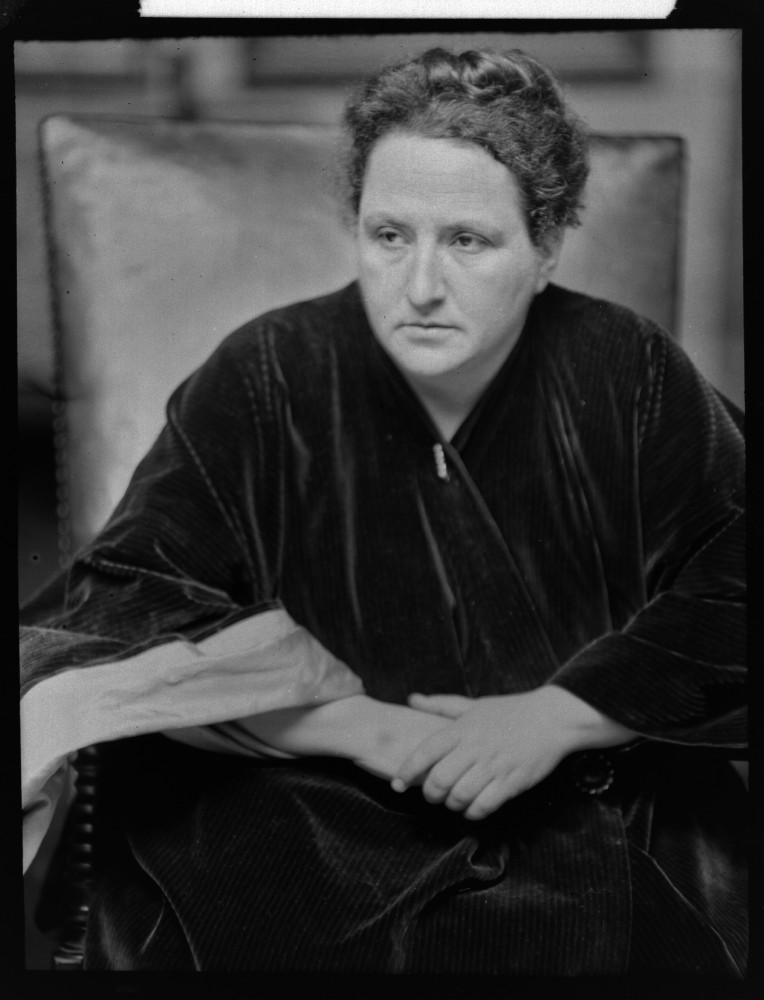
Gertrude Steinová na fotografii Alvina Langdon Coburna z roku 1913
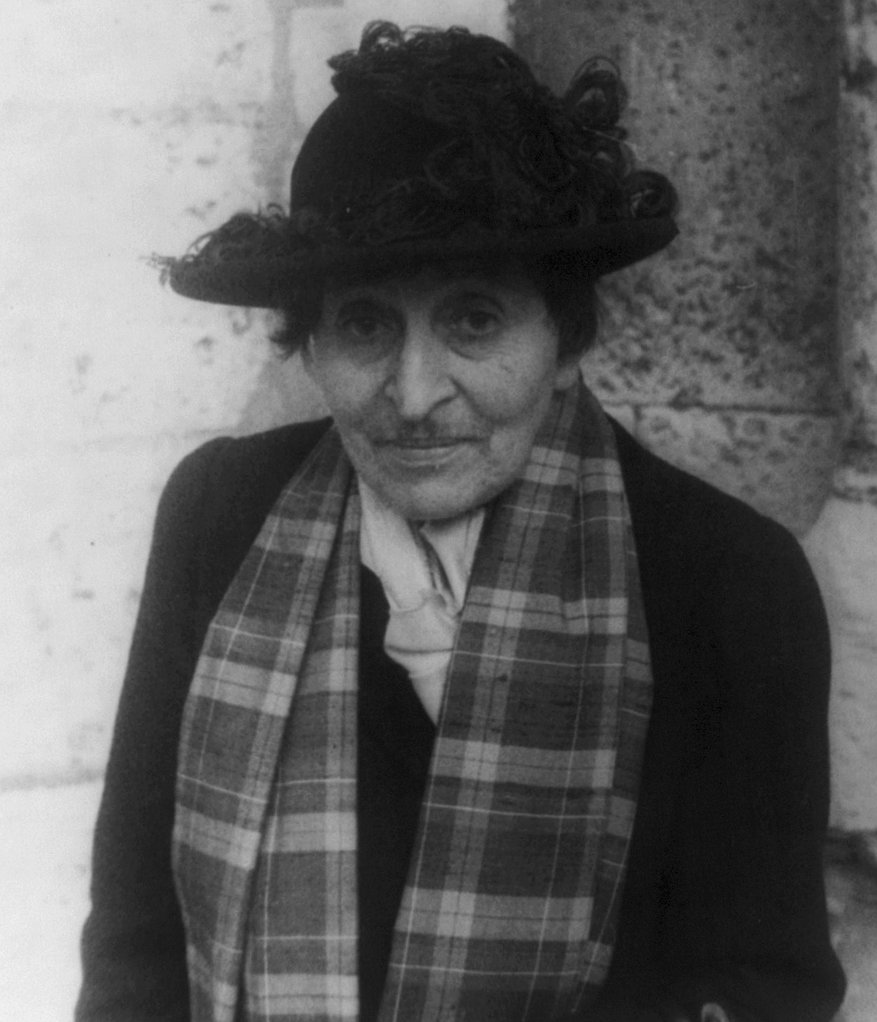
Alice B. Toklasová v roce 1949
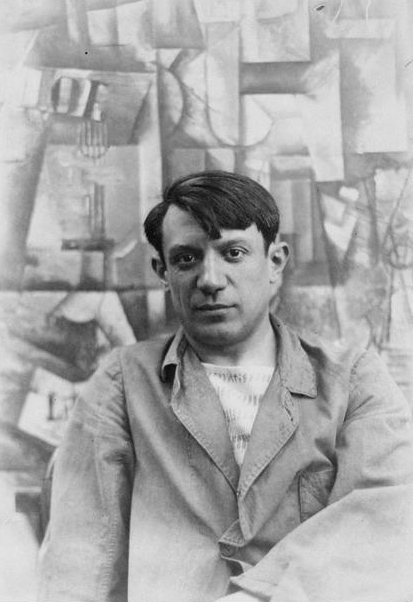
Pablo Picasso v roce 1912
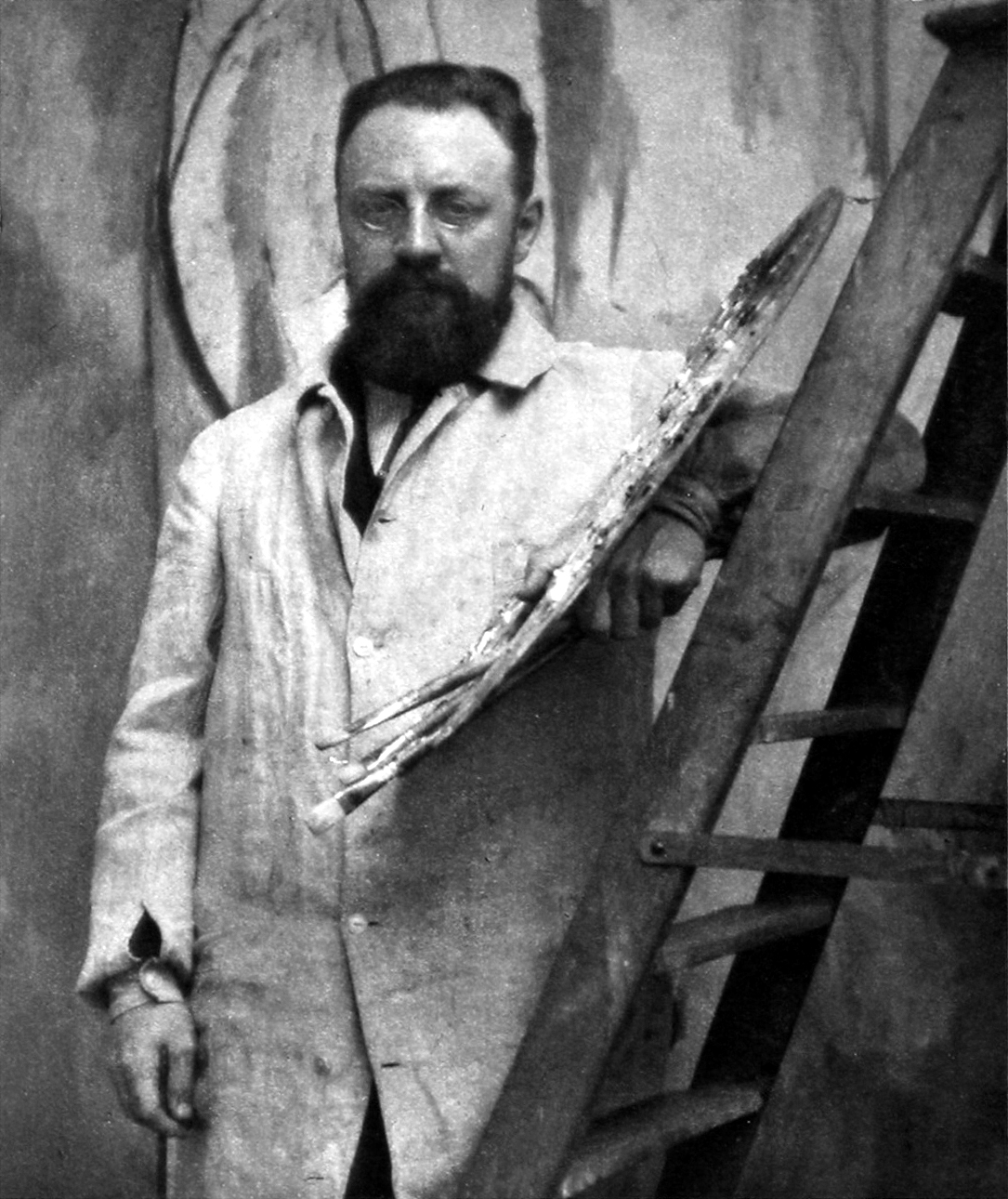
Henri Matisse na fotografii Alvina Langdon Coburna z roku 1913
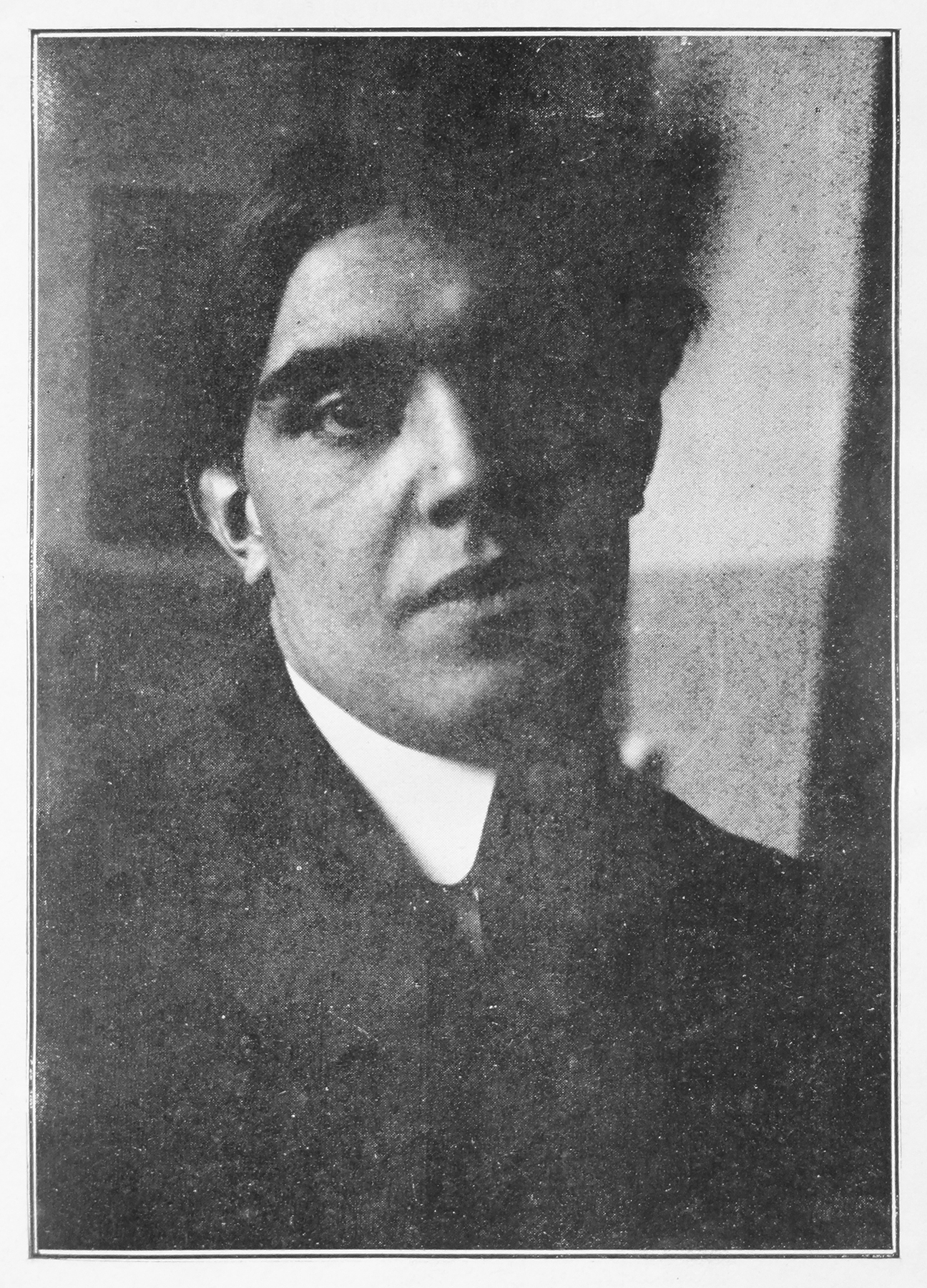
Juan Gris na fotografii Guillauma Apollinaira z roku 1913
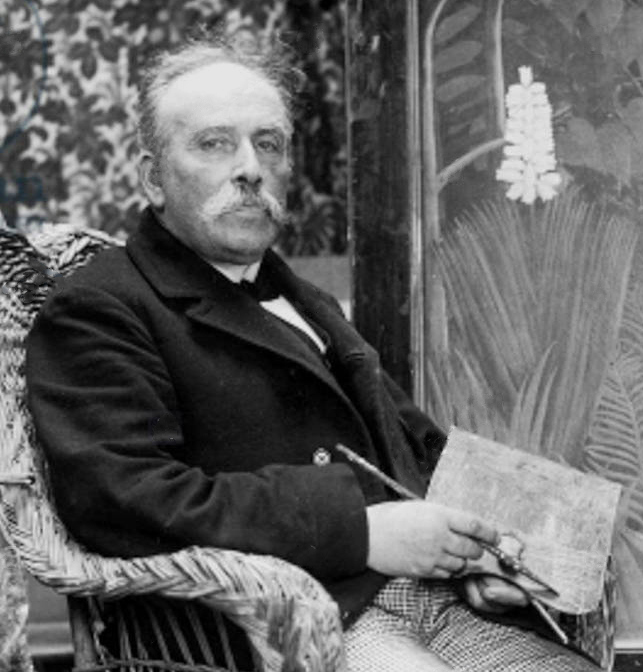
Henri Rousseau na fotografii Dornacově z roku 1907
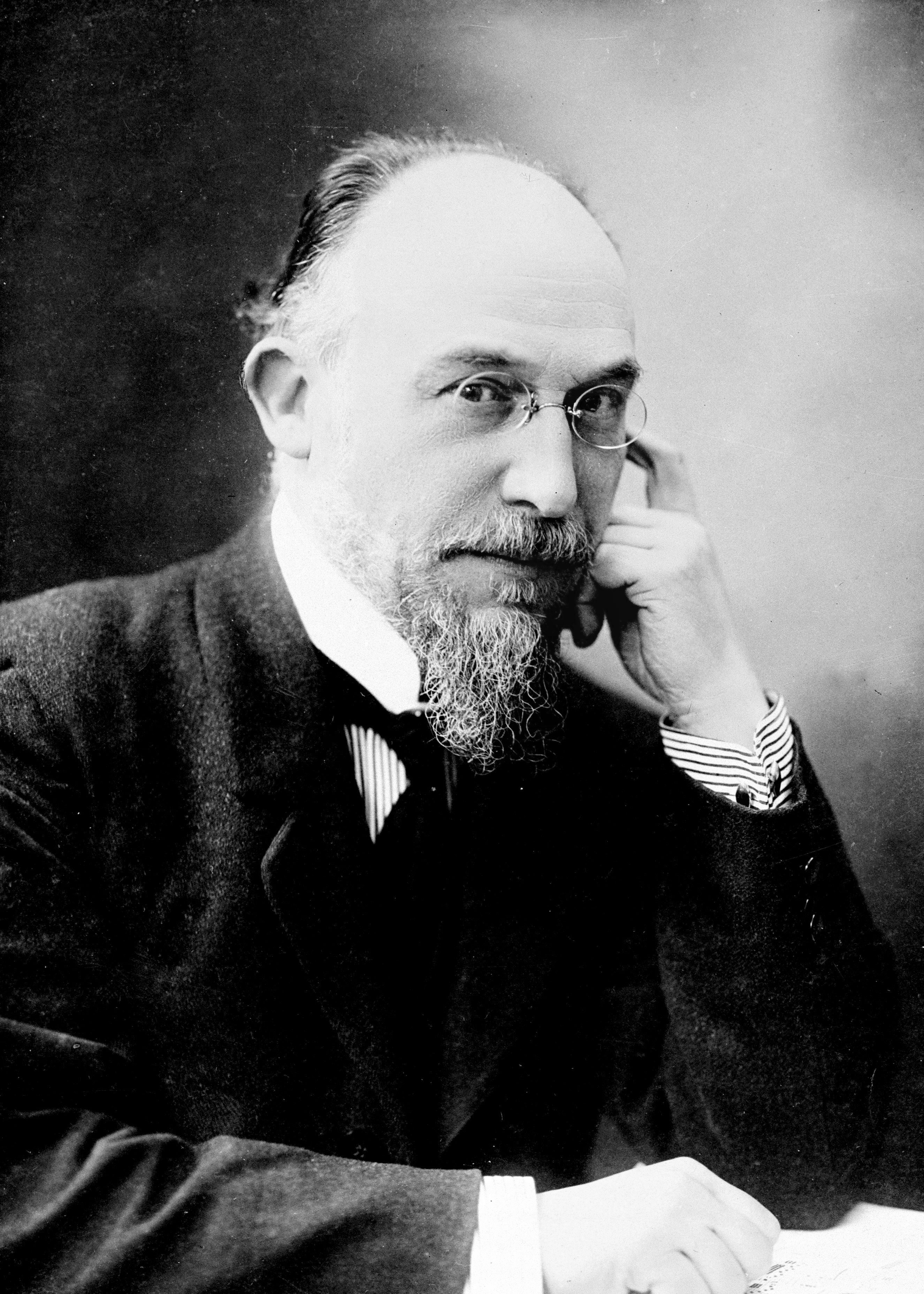
Erik Satie na fotografii Henri Manuela z roku 1920
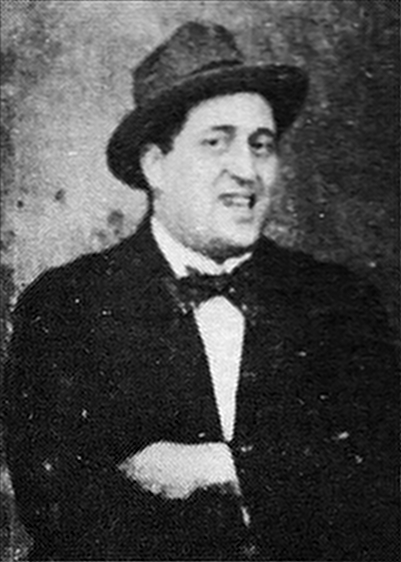
Guillaume Apollinaire v roce 1914
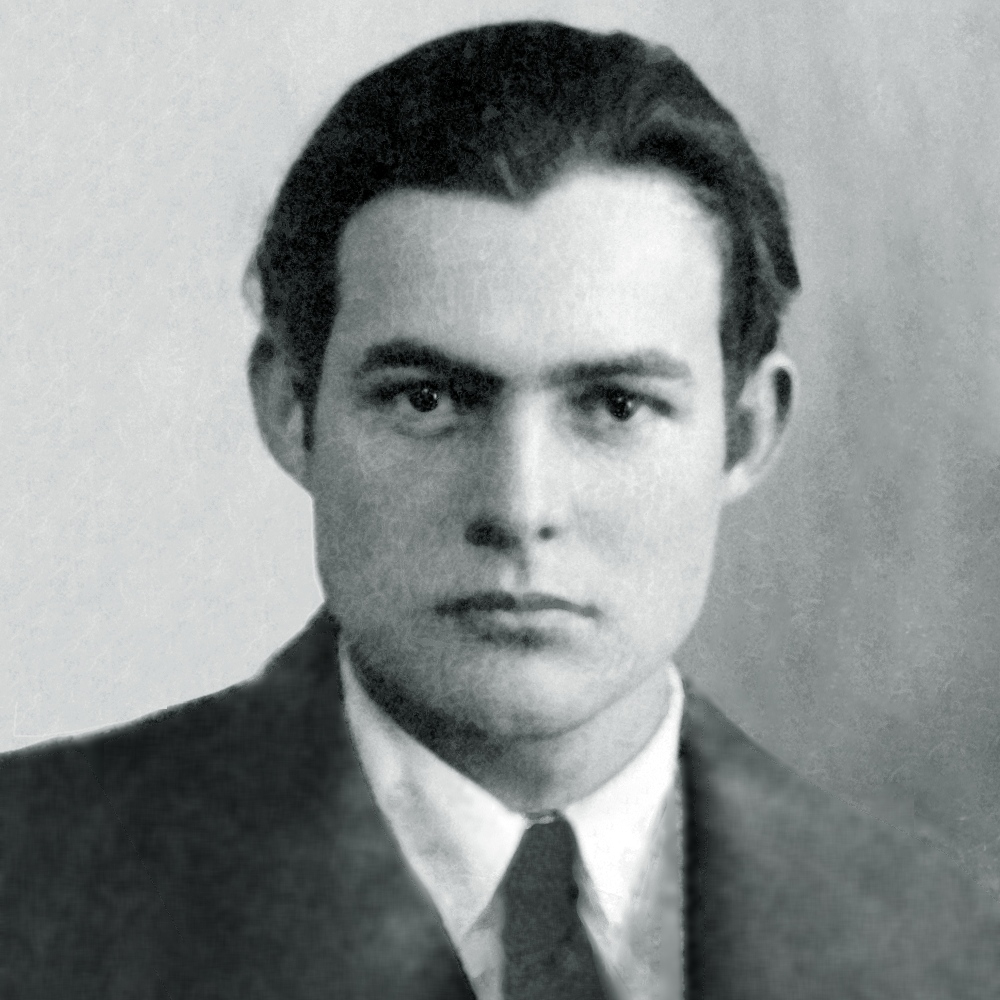
Ernest Hemingway v roce 1923
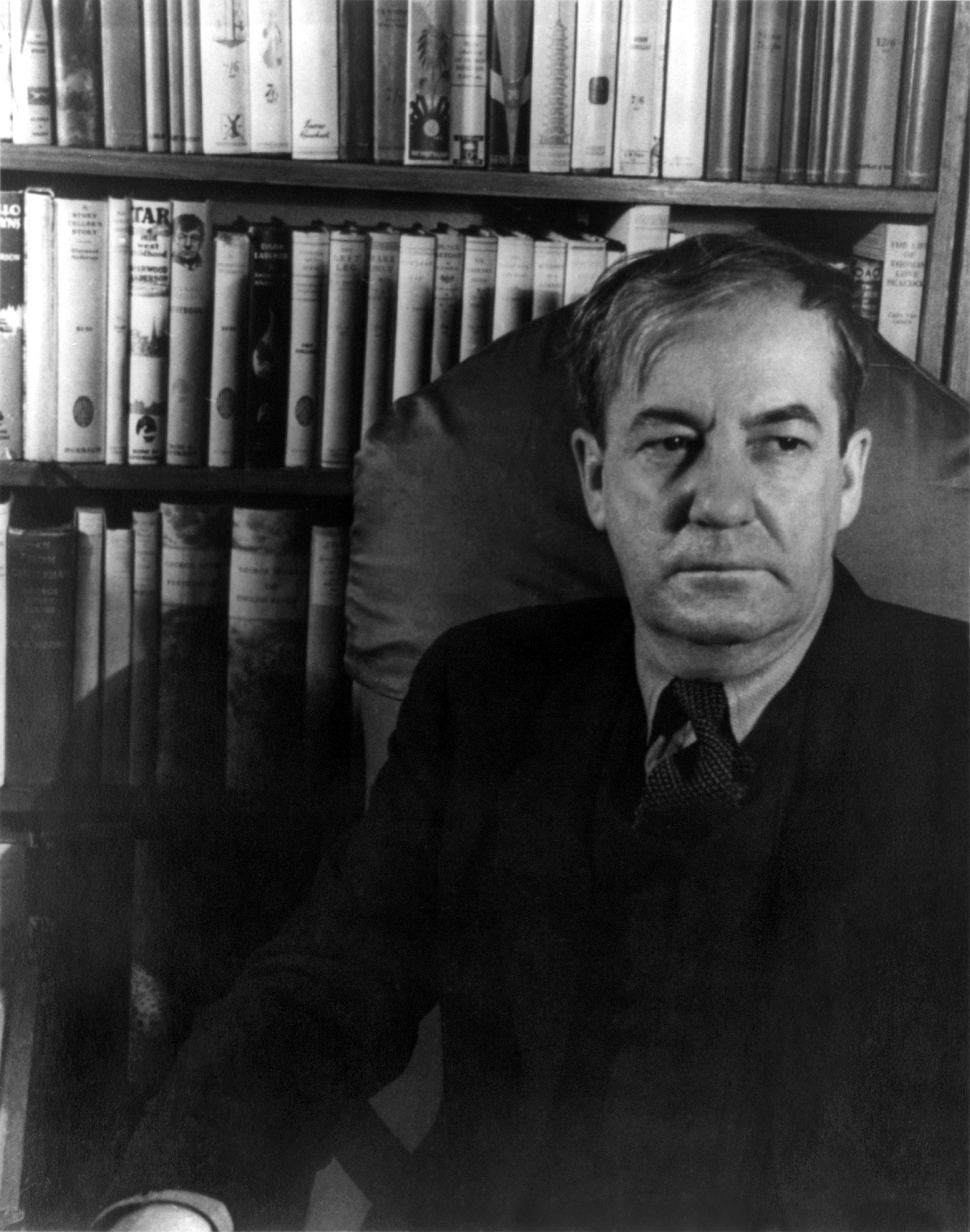
Sherwood Anderson v roce 1933
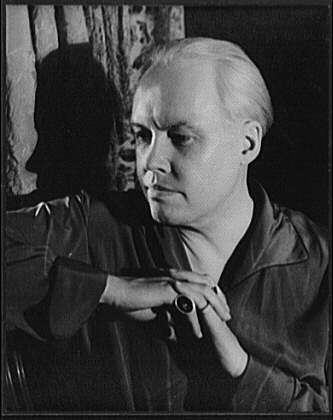
Carl van Vechten v roce 1934

## České vydání
Kniha česky vyšla v roce 1968 v překladu Jiřiny Haukové a s doslovem Jindřicha Chalupeckého. Překlad vyšel v Nakladatelství československých výtvarných umělců (edice Symposium, řada 2, svazek 2). Náklad 8 000 výtisků, cena výtisku 22 Kčs.